# Athyrma spilota
Athyrma spilota là một loài bướm đêm trong họ Erebidae.